# Ulstein
Ulstein is een gemeente in de Noorse provincie Møre og Romsdal. In januari 2017 telde de gemeente 8457 inwoners. Het bestuur is gevestigd in Ulsteinvik. Ulstein ligt grotendeels op het westelijke deel van het eiland Hareidlandet. Op de oostelijke helft ligt de gemeente Hareid. Het eiland is door een brug, de Eiksundbrug, en een tunnel, de Eiksundtunnel, verbonden met het vasteland.
De gemeente is bekend omwille van de Ulstein Verft, een scheepswerf gespecialiseerd in de bouw van de vrachtschepen die ingezet worden bij de bouw en de bevoorrading van de offshore booreilanden.

## Plaatsen in de gemeente

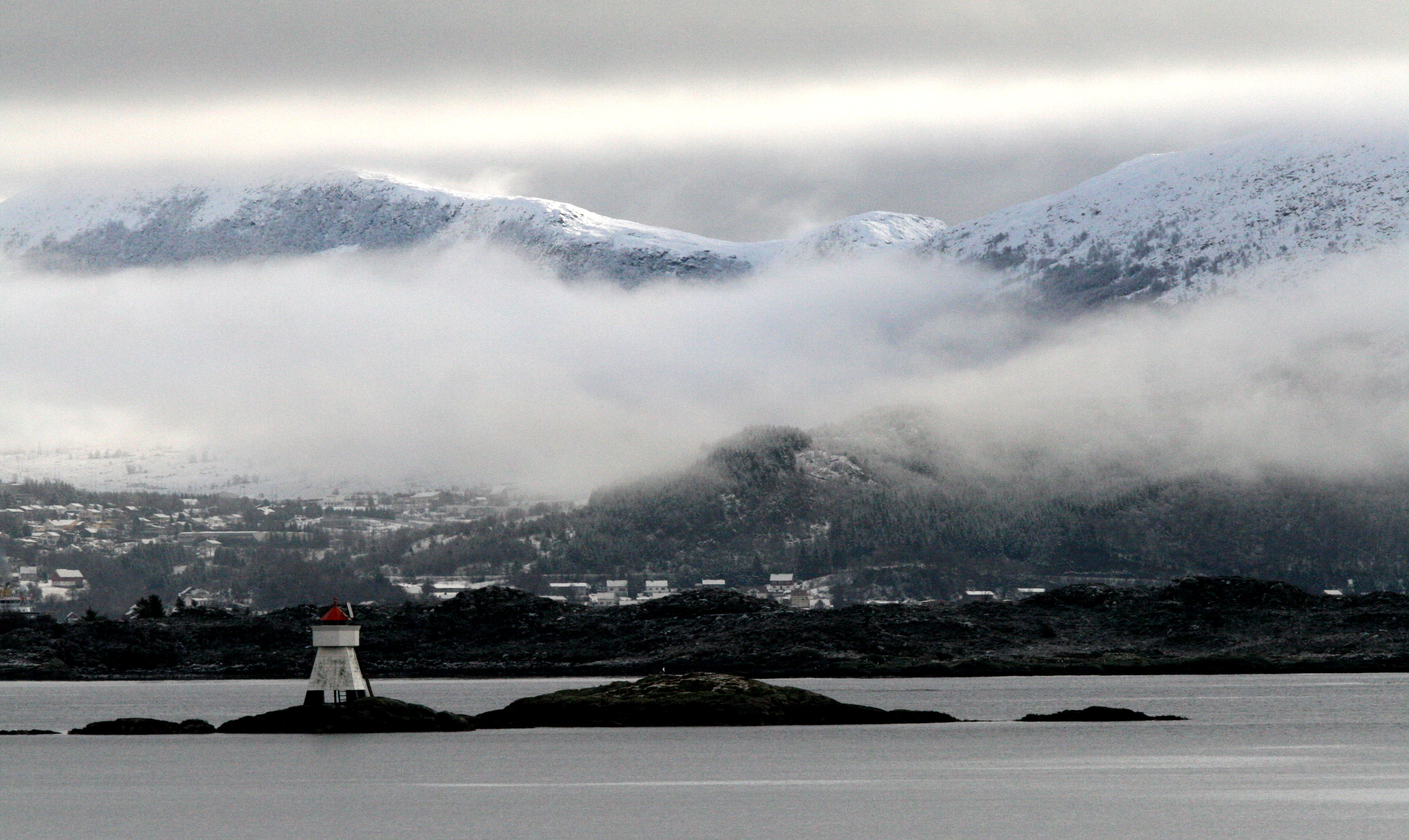
Ulsteinvik, het bestuurlijk centrum van de gemeente

- Dimna
- Flø
- Haddal
- Sundgot
- Ulsteinvik

Ålesund · Aukra · Aure · Averøy ·  Fjord · Giske · Gjemnes · Haram · Hareid · Herøy · Hustadvika · Kristiansund ·  Molde · Ørsta · Rauma · Sande · Smøla · Stranda · Sula · Sunndal · Surnadal · Sykkylven · Tingvoll · Ulstein · Vanylven · Vestnes · Volda

Fylker van Noorwegen